# Sifan Hassanová
Sifan Hassanová, nepřechýleně Hassan (* 1. ledna 1993), je etiopská běžkyně, specializující se na střední a dlouhé tratě. Od listopadu 2013 reprezentuje Nizozemsko, je mistryní Evropy v běhu na 1500 metrů z roku 2014 a držitelkou světového rekordu na 1 míli.

## Sportovní kariéra
Do Nizozemska přišla v patnácti letech, studovala zdravotní školu, na atletiku se zaměřila po vítězství v Eindhovenském půlmaratonu v roce 2011.
V sezóně 2014 se stala mistryní Evropy v běhu na 1500 metrů, na trati 5000 metrů vybojovala na evropském šampionátu v Curychu stříbrnou medaili. Úspěšná byla i na halovém mistrovství Evropy v Praze v březnu 2015 – zvítězila v běhu na 1500 metrů. Na evropském šampionátu v Amsterdamu v roce 2016 titul neobhájila, ve finále běhu na 1500 metrů doběhla druhá. V stejné sezóně doběhla v olympijském finále na této trati pátá. V roce 2017 startovala na mistrovství světa na 1500 metrů - zde skončila pátá, na trati 5000 metrů vybojovala bronzovou medaili. V následující sezóně obsadila na halovém mistrovství světa druhé místo v běhu na 3000 metrů.
V roce 2019 zaběhla na Diamantové lize v Monaku světový rekord na 1 míli časem 4:12,33.
Na MS v atletice v katarském Dauhá se dne 28. září 2019 stala mistryní světa v běhu na 10 000 metrů časem 30:17,62 minuty. Vyhrála také závod na 1500 metrů a stala se první závodnicí historie, která dokázala vyhrát obě trati na jednom šampionátu.
Ve městě Hengelo vylepšila 6. června 2021 světový rekord na 10 000 metrů na hodnotu 29:06,82.
Před olympijskými hrami v Tokiu vyhlásila cíl vyhrát závody na 1500 metrů, 5000 metrů i 10 000 metrů. V osmi dnech absolvovala rozběh, semifinále a finále na patnáctistovce, rozběh a finále na pětce a finále na desítce, tj. celkem 24,5 km. Získala zlaté medaile na 5000 m a 10 000 m a bronzovou medaili na 1500 m.
Spolu s Karstenem Warholmem získala cenu Atlet Evropy za rok 2021.
Na Letních olympijských hrách 2024 v Paříži získala Hassanová zlatou medaili za vítězství v marathonu žen.

## Osobní rekordy
Dráha
- Běh na 800 metrů – 1:56,81 (2017)
- Běh na 1500 metrů – 3:51,95 (2019)
- Běh na 1 míli - 4:12,33 (2019)  (Současný světový rekord) a ER
- Běh na 3000 metrů – 8:18,49 (2019)
- Běh na 5000 metrů - 14:22,12 (2019) - Současný evropský rekord
- Běh na 10 000 metrů - 29:06,82 (2021)
- Půlmaraton - 1:05,15 hod. (2018) - Současný evropský rekord
- Hodinovka - 18 930 metrů (2020) -  (Současný světový rekord) a ER